# Raja Harishchandra

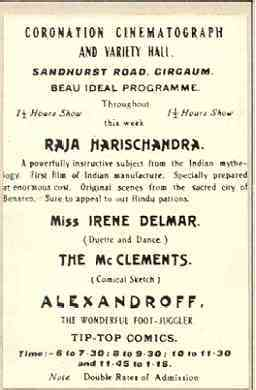
Werbeplakat zu einer Veranstaltung in der ‘Coronation Hall’, Girgaum, Bombay mit einer Aufführung von Raja Harishchandra (1913)

Raja Harishchandra (in älterer Transkription auch Raja Harischandra; Hindi: राजा हरिश्चंद्र Rājā Hariścandra) ist ein indischer Spielfilm von Dhundiraj Govind Phalke. Dieser am 3. Mai 1913 veröffentlichte Stummfilm gilt als Beginn des indischen Kinos und behandelt eine Geschichte aus dem Nationalepos Mahabharata.

## Handlung
König Harishchandra und seine Gemahlin Taramati üben mit ihrem Sohn Rohtash Bogenschießen. Von seinen Untertanen wird Harishchandra zur Jagd gerufen. Im Wald hören sie menschliche Laute und folgen ihnen. Sie treffen auf den Weisen Vishwamitra, der die Kräfte der Natur anruft. Harishchandra zerstört die Erscheinungen und bietet dem wütenden Vishwamitra zur Beruhigung sein Königreich an. Dieser nimmt die Königswürde an und schickt Harishchandra mit Frau und Kind in die Verbannung. Damit nicht genug arrangiert der Weise die fälschliche Bezichtigung Taramatis des Mordes am Fürsten von Kashi. Doch göttliche Fügung stellt am Ende zur Belohnung für Harishchandras moralische Integrität die alte Ordnung wieder her.

## Hintergrund
Noch um 1910 wurden in Indien nur importierte westliche Filme aufgeführt. D. G. Phalke hatte sich Anfang 1912 in der Absicht dies zu ändern und einen Film mit indischem Sujet zu produzieren in London eine Filmkamera beschafft. Sein erster Film wurde eine in den 1880er Jahren auf der Bühne erfolgreiche Geschichte aus dem Mahabharata um den mythologischen König Harishchandra nach einem Drama von Ranchhodbhai Udayram Dave (1837–1923) aus dem Jahre 1875. Phalke eröffnete 1912 das Filmstudio Phalke Films in Dadar in Bombay, schrieb das Szenario und ließ das Filmset bauen. Die Produktion des Films dauerte fast acht Monate. Phalke konnte ausschließlich männliche Darsteller für seinen Film gewinnen, da – wie auf damaligen indischen Bühnen üblich – keine Frauen Schauspieltätigkeiten ausübten. Der Bühnendarsteller D. D. Dabke übernahm die Hauptrolle des Königs Harishchandra, der Frauendarsteller Anna Salunke spielte Harishchandras Weib Taramati, Phalkes Sohn Bhalachandra Dhundiraj Phalke wurde als Kinderdarsteller für die Rolle von Harishchandras Sohn Rohtash eingesetzt und G. V. Sane verkörperte den Weisen Vishwamitra.
Raja Harishchandra wurde am 21. April 1913 einem ausgewählten Publikum aus Bombayer Persönlichkeiten und Zeitungsverlegern im Olympia Theatre gezeigt. Die erste öffentliche Aufführung vor einem zahlenden Publikum fand am 3. Mai 1913 im Coronation Cinema in Bombay statt. Er war damit der erste in Indien produzierte Spielfilm und wurde so erfolgreich, dass weitere Filmkopien für Aufführungen außerhalb der Stadt angefertigt werden mussten. Der 3. Mai 1913 gilt heute als Beginn des indischen Kinos.
Man geht davon aus, dass der Originalfilm von Raja Harishchandra aus vier Filmrollen mit einer Gesamtlänge von 3700 ft bestand, von denen jedoch nur zwei – die erste und die letzte (1475 ft) – die Zeit überdauert haben und von P. K. Nair in den 1960er Jahren von der Familie Phalkes erworben wurden. Beide werden im National Film Archive of India in Pune aufbewahrt. Einige Filmhistoriker glauben, dass es sich bei diesen nicht um Fragmente des Filmes aus dem Jahr 1913 handelt, sondern um Teile einer gleichnamigen Neuverfilmung aus dem Jahr 1917.
Vielfach wird gegen den Status Raja Harishchandras als erstem indischen Film eingewandt, dass bereits ein Jahr zuvor der Ramchandra Gopal Torney zugeschriebene Film Pundalik veröffentlicht wurde. Im Unterschied zu Raja Harishchandra handelt es sich bei Pundalik jedoch um ein abgefilmtes Bühnenstück, das durch die in Indien ansässige, britische Fotografengesellschaft Bourne & Shepherd produziert wurde.

## Standfotos aus dem Film

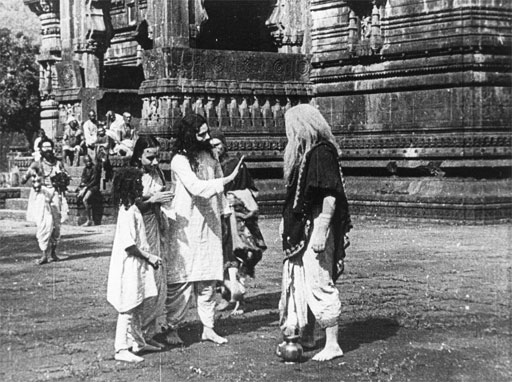
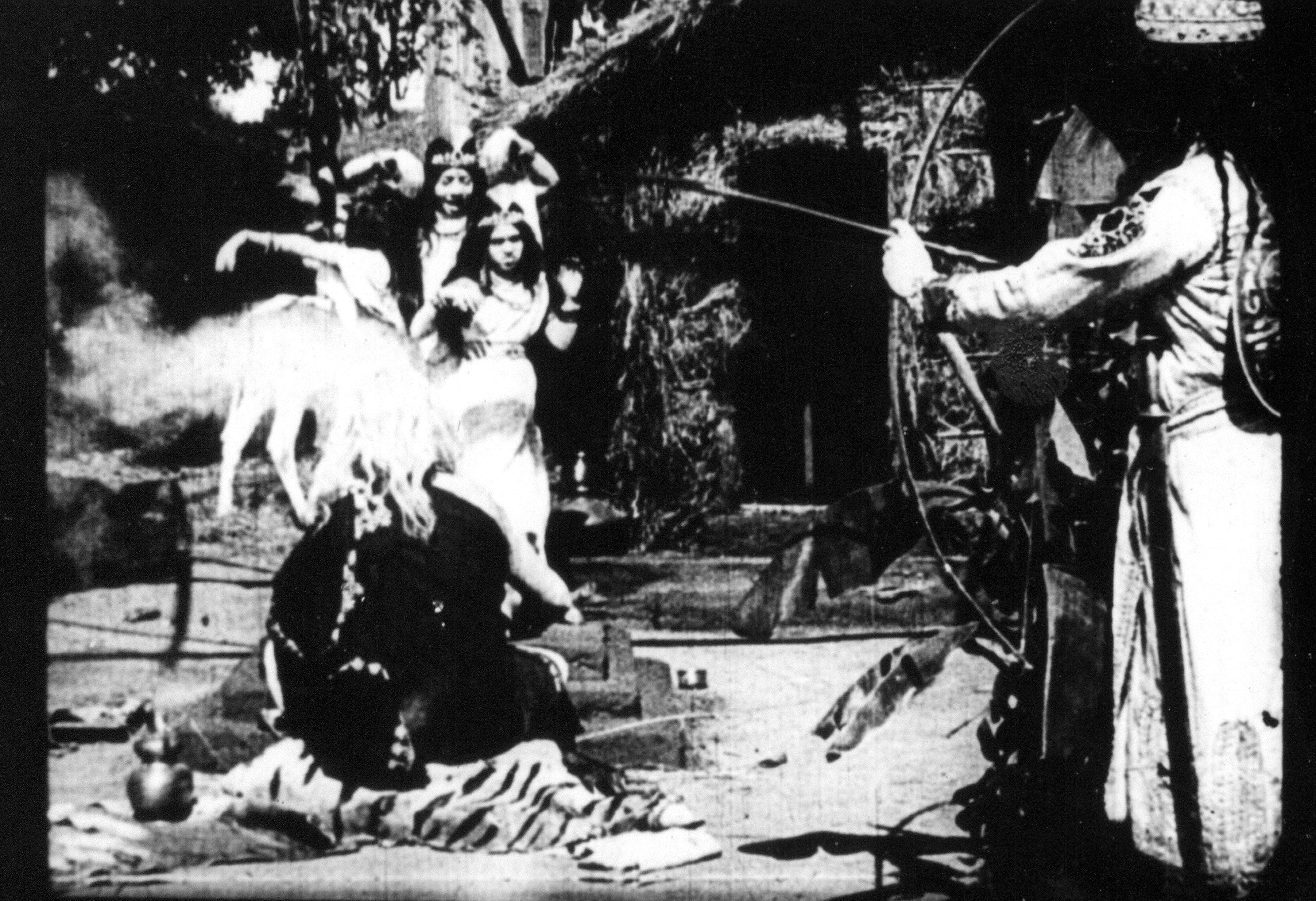
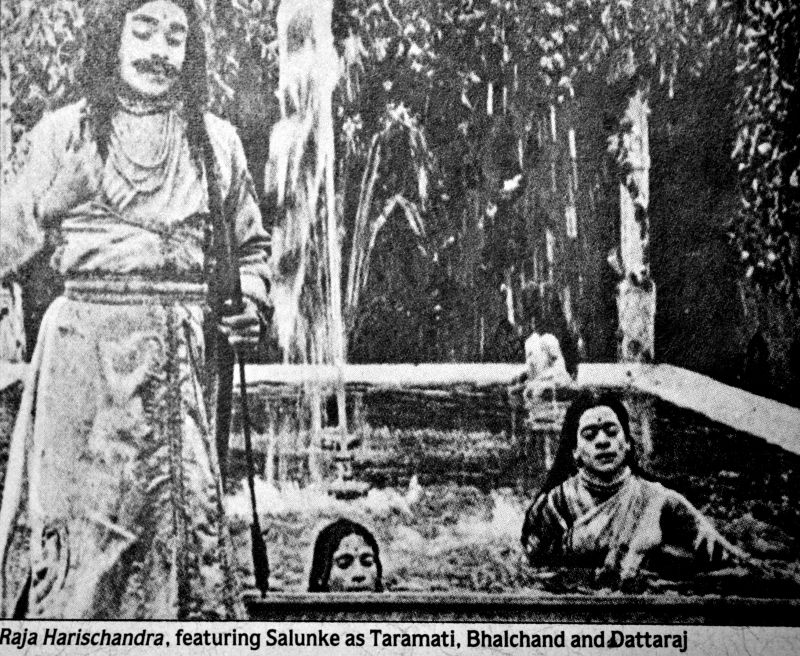

## Sonstiges
Der im Jahr 2008 entstandene Marathi-Film Harishchandrachi Factory befasst sich mit der Produktion von Raja Harishchandra. Er wurde von Indien als Kandidat für eine Oscar-Nominierung eingereicht, fand jedoch keine Berücksichtigung.